# UAE Cup 2016
La 2e édition de l'UAE Cup a eu lieu le 29 octobre 2016. La course fait partie du calendrier UCI Asia Tour 2017 en catégorie 1.1.

## Présentation

### Équipes
Classé en catégorie 1.1 de l'UCI Asia Tour, l'UAE Cup est par conséquent ouvert aux équipes World Tour, aux équipes continentales professionnelles, aux équipes continentales et aux équipes nationales.
| Équipes                    | Équipes             | Équipes |
| Nom de l'équipe            | Pays                | Code    |
| -------------------------- | ------------------- | ------- |
| Al Marakeb                 | Émirats arabes unis | MPC     |
| Al Nasr Dubaï              | Émirats arabes unis | ANS     |
| Dukla Banská Bystrica      | Slovaquie           | DKB     |
| Massi-Kuwait Project       | Koweït              | KCP     |
| Minsk CC                   | Biélorussie         | MCC     |
| Sharjah                    | Émirats arabes unis | SHJ     |
| Singha Infinite            | Singapour           | SIC     |
| Skydive Dubai-Al Ahli Club | Émirats arabes unis | SKD     |
| Terengganu                 | Malaisie            | TSG     |
| Ukyo                       | Japon               | UKO     |
| Veranclassic-Ago           | Belgique            | VER     |

| Sélections nationales                    | Sélections nationales | Sélections nationales |
| Nom de l'équipe                          | Pays                  | Code                  |
| ---------------------------------------- | --------------------- | --------------------- |
| Équipe nationale d’Azerbaïdjan           | Azerbaïdjan           | AZE                   |
| Équipe nationale de Bahreïn              | Bahreïn               | BRN                   |
| Équipe nationale d'Égypte                | Égypte                | EGY                   |
| Équipe nationale des Émirats arabes unis | Émirats arabes unis   | EAU                   |
| Équipe nationale d'Oman                  | Oman                  | OMA                   |
| Équipe nationale du Qatar                | Qatar                 | QAT                   |

## Classements

### Classement final
| Classement final | Classement final   | Classement final | Classement final               | Classement final  |
|                  | Coureur            | Pays             | Équipe                         | Temps             |
| ---------------- | ------------------ | ---------------- | ------------------------------ | ----------------- |
| 1er              | Siarhei Papok      | Biélorussie      | Minsk CC                       | en 2 h 8 min 51 s |
| 2e               | Andrea Palini      | Italie           | Skydive Dubai-Al Ahli Club     | + 0 s             |
| 3e               | Jon Aberasturi     | Espagne          | Ukyo                           | + 0 s             |
| 4e               | Marlen Zmorka      | Ukraine          | Skydive Dubai-Al Ahli Club     | + 0 s             |
| 5e               | Justin Jules       | France           | Veranclassic-Ago               | + 0 s             |
| 6e               | Christophe Masson  | France           | Veranclassic-Ago               | + 0 s             |
| 7e               | Elchin Asadov      | Azerbaïdjan      | Équipe nationale d’Azerbaïdjan | + 0 s             |
| 8e               | Julian Hellmann    | Allemagne        | Massi-Kuwait Project           | + 0 s             |
| 9e               | Salvador Guardiola | Espagne          | Ukyo                           | + 0 s             |
| 10e              | Mohd Zamri Saleh   | Malaisie         | Terengganu                     | + 0 s             |
| modifier         |                    |                  |                                |                   |

### UCI Asia Tour
Cet UAE Cup attribue des points pour l'UCI Asia Tour 2016.
| Position           | 1er | 2e | 3e | 4e | 5e | 6e | 7e | 8e | 9e | 10e | 11e | 12e | 13e à 15e | 16e à 25e |
| Classement général | 125 | 85 | 70 | 60 | 50 | 40 | 35 | 30 | 25 | 20  | 15  | 10  | 5         | 3         |